# Castle Risk
"Castle Risk" es una versión del juego de mesa risk que se juega en un mapa de Europa. Primero fue lanzado como juego independiente por Parker Brothers en 1986 y más adelante apareció en el dorso del tablero del risk de los 90.

## Mapa
El mapa a diferencia del original se basa en el continente europeo que se divide en seis imperios y tres áreas neutrales. Un jugador recibe cuatro tropas por cada imperio que el jugador controla y seis tropas por controlar todas las áreas neutrales. Una variación común del juego es tener cada una de las regiones neutrales digno de dos tropas una vez. Los imperios son:
- Imperio francés (París, Gascuña, Países Bajos, Bretaña, Marsella y Borgoña)
- Imperio británico (Londres, País de Gales, Irlanda, Yorkshire y Escocia)
- Imperio ruso (St Petersburg, Moscú, Livonia, Smolensk, Ucrania y Polonia)
- Imperio alemán (Prusia, Berlín, Sajonia, el Rin y Baviera)
- Imperio de otomano (Turquía, Montenegro, Serbia, Rumania, Bulgaria y Grecia)
- Imperio austríaco (Trieste, Galicia, Viena, Bohemia y Hungría)

Imperios Neutrales/independientes:
- Italia (Suiza, Venecia, Roma y Nápoles)
- España (Barcelona, Madrid y Portugal)
- Escandinavia (Suecia, Noruega, Dinamarca y Finlandia)

## Reglas
Las reglas de Castle risk se diferencian del Juego original en varios aspectos. Cada imperio tiene una capital (El jugador elige una) y una vez que se pierde la capital que el jugador escogió está fuera del juego. Además, los refuerzos se conceden en el final de una vuelta en vez de al principio (a menos que la tarjeta de los refuerzos lo diga). Esto hace la fortificación del territorio que usted acaba de conquistar mucho más fácil, pero le niega la oportunidad de colocar a sus nuevas tropas en la mejor posición estratégica para la vuelta usted está a punto de comenzar.
El Castle Risk introduce tarjetas específicas de la persona. Las tarjetas permiten que los jugadores modifiquen los rodillos de los dados (general y Marshall), para atacar los territorios normalmente inaccesibles (almirante), colocan a los ejércitos adicionales al principio de comen
zar un turno (refuerzos), de pactos de non-aggression temporales de la fuerza (diplomatas), o para mirar las tarjetas de otro jugador, desechando uno en el proceso (espía).
Otra nueva regla es la adición de “ejércitos ocultados”, que son los refuerzos que un jugador oculta en una localización de su -preferencia al principio del juego. Pueden estar en cualquier localización, incluyendo el territorio de un opositor, que los hace muy útiles para poner en marcha un ataque de sorpresa. Su energía, cuando está revelada, se basa en el número de tarjetas de los refuerzos que se han jugado ya.